# Movimento Boogaloo

Bandiera usata dagli aderenti del movimento Boogaloo

Il movimento Boogaloo (soprannome: Big Igloo) è un movimento statunitense non propriamente organizzato di ispirazione libertaria e di estrema destra con alcune frange appartenenti all'alt-right e alla alt-lite. I suoi aderenti vengono spesso chiamati boogaloo boys o boogaloo bois. È stato descritto come una milizia a tutti gli effetti. Gli aderenti affermano di prepararsi e di incitare ad una seconda Guerra Civile Americana o ad una seconda Rivoluzione Americana cui danno il nome di "boogaloo".
Il movimento consiste in vari gruppi pro-armi e anti-governo. La specifica ideologia di ogni gruppo è variabile e differisce su diversi temi, come quello della razza. Principalmente il movimento è libertario di destra. Varie organizzazioni hanno segnalato che all'interno del gruppo siano presenti neo-nazisti e suprematisti bianchi che aspirano ad un'imminente guerra razziale su larga scala. Tuttavia, c'è un vero disaccordo, anche tra gli esperti che controllano i gruppi estremisti, sul fatto che il movimento "boogaloo" nel suo insieme debba essere descritto come "suprematista bianco". L'attivista Emily Gorcenski ha dichiarato: "Non importa quali siano le tue convinzioni, se ti presenti a una protesta di Black Lives Matter come un uomo bianco armato con un mucchio di armi, è un atto di supremazia bianca, anche se non intendi che lo sia". Nonostante questo il movimento boogaloo ha partecipato alle varie manifestazioni di Black Lives Matter in funzione anti-polizia ma è stata anche accusata di infiltrarsi al fine di incitare alla violenza tentando di danneggiare l'immagine del movimento.. Nonostante ciò, tentativi da parte di alcuni membri del movimento di definirsi antirazzisti e sostenitori dei diritti civili o di gruppi antirazzisti come lo stesso Black Lives Matter sono stati visti con diffidenza e scetticismo tra i ricercatori ritenendo le affermazioni dei membri del gruppo sulla loro natura volutamente confusionarie e non genuine
Il gruppo ha avuto impatto culturale durante l'assalto al Campidoglio degli Stati Uniti del 2021.

## Origini del nome e simboli
Il movimento è nato sul noto forum 4Chan e si è reso presto famoso per la schiettezza dei contenuti e il particolare tipo di umorismo ispirato ai meme di internet. Il movimento si organizza principalmente online, seppur gli aderenti abbiano occasionalmente partecipato ad eventi in presenza come le manifestazioni anti-lockdown e le contro-proteste seguite alla morte di George Floyd. I boogalo boys si presentano pesantemente armati, e adottano come simbolo distintivo camicie hawaiane e decorazioni militari.
Il termine boogaloo è stato ripreso dal film Breakin' 2: Electric Boogaloo del 1984, film che venne deriso dalla critica e stroncato dal pubblico. Il termine "Electric Boogaloo" negli Stati Uniti d'America divenne un termine gergale ironico per riferirsi a qualunque sequel di bassa qualità che tentasse di imitare forzatamente il primo capitolo. Da questo elemento il gruppo basa il proprio incitamento e l'avvento di una seconda guerra civile statunitense o una seconda rivoluzione statunitense spesso riferita su internet come "Civil War 2: Electric Boogaloo" da qui il nome del gruppo stesso I membri spesso utilizzano riferirsi a sé stessi come boojahideen (termine derivato da mujahedeen) o come big igloo, blue igloo o vari altri termini omofoni come messaggio in codice per evitare censure da parte dei social network. Uno dei loro simboli principali è infatti una versione in bianco e nero della bandiera statunitense con un igloo al posto delle stelle e inframmezzata da un pattern floreale tipico delle camicie hawaiane. Sulle strisce spesso sono riportati nomi di persone uccise in episodi controversi dalla polizia.

## Posizioni politiche

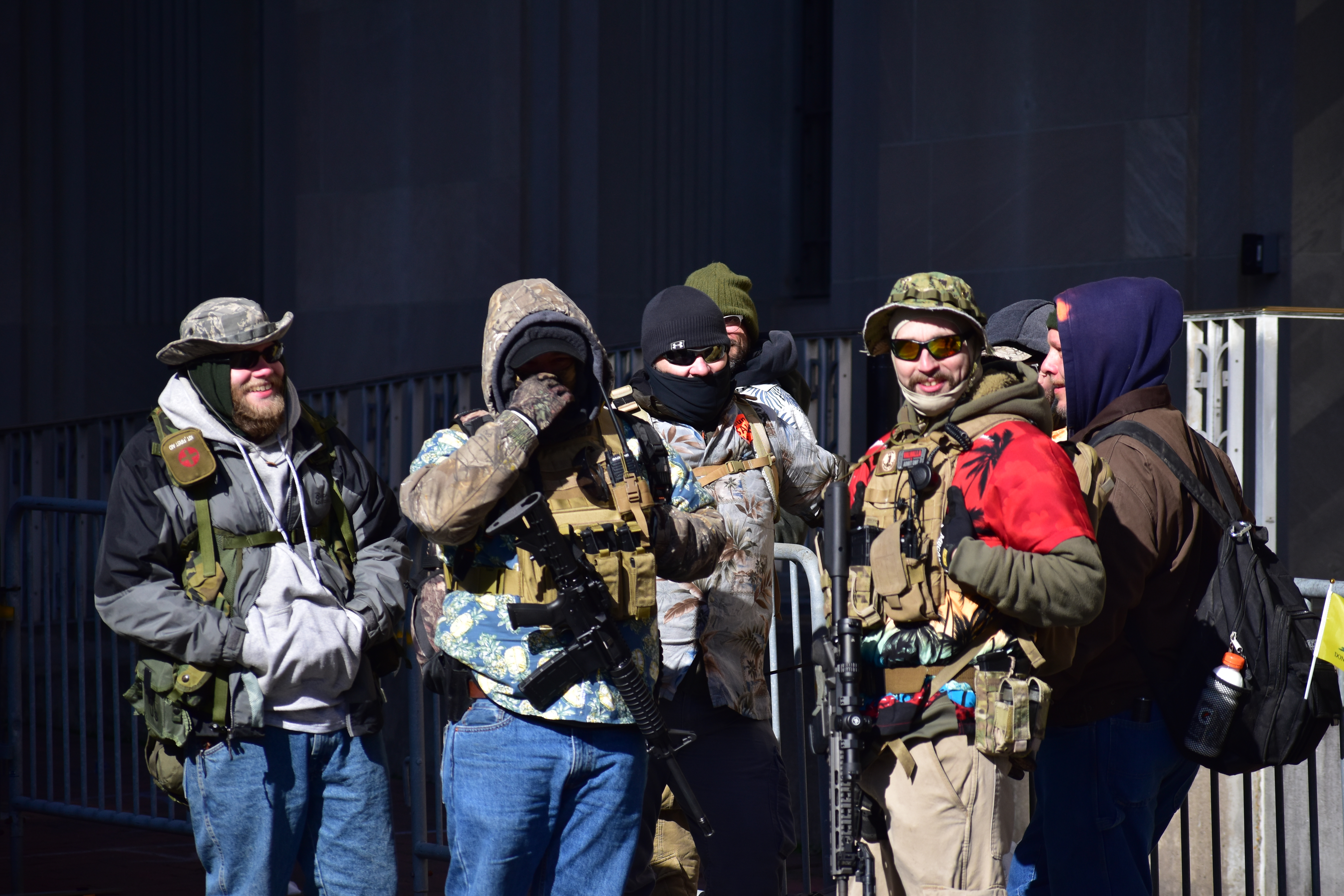
Membri dell'organizzazione di estrema destra Movimento Boogaloo, ad un evento nello stato federato di Virginia

I gruppi all'interno del movimento boogaloo sono principalmente di estrema destra, anti-governo e pro-armi. Alcuni gruppi sono stati variamente definiti come anarchici, libertari, minarchici, anarcocapitalisti e volontaristi. Il termine "boogaloo" è stato ripreso anche da gruppi di estrema destra indipendenti dal movimento come i Proud Boys, Oath Keepers e precedentemente era stato usato nel 2013 sul forum neonazista Iron March, non è chiaro però se i neonazisti stessero semplicemente usando il termine "boogaloo" o se fossero attivamente coinvolti nel movimento boogaloo stesso.
L'ADL ha dichiarato che usare il termine "boogaloo" non equivale necessariamente a unirsi al movimento boogaloo, che consiste principalmente di estremisti anti-governativi e anti-polizia ma che ha anche alcune persone di colore nelle sue file.
Spesso membri del gruppo si sono definiti anarco-capitalisti e minarchici. Ci sono anche alcuni membri che si sono definiti "anarchici" riferendosi però in tal modo all'anarco-capitalismo e non al tradizionale anarchismo di sinistra. 
Benjamin Ryan Teeter, un membro del movimento, si è definito "anarchico di sinistra" in un'intervista con la CNN, che ha evidenziato che ci sono segnalazioni documentate di individui affiliati a gruppi di sinistra e di destra dello spettro estremista e insurrezionalista che si mescolano tra i meno organizzati.
Il Daily Beast nell'ottobre del 2020 rivelò come il gran numero di ideologie diverse all'interno e l'uso dell'umorismo causasse confusione sulla vera ideologia del movimento e che alcuni aderenti avessero sfruttato proprio questa confusione per attirare più seguaci.
I membri dei vari gruppi del movimento boogaloo supportano l'accelerazionismo e supportano qualunque azione che possa scatenare una guerra civile razziale e eventualmente il collasso della società intera. L'Economist ha riportato come il movimento favorisca la diffusione consapevole di fake news e teorie del complotto, manomissioni di infrastrutture e terrorismo individuale. Alcuni membri affermano che l'intero gruppo e la loro ideologia non sia altro che frutto di scherzi e meme online seppur ricercatori e forze dell'ordine abbiano rivelato connessioni tra il movimento e gruppi coinvolti in numerosi casi di violenza reale. Questi gruppi hanno mostrato un grande interesse per temi riguardanti l'eugenetica e il tema della razza e in più di un'occasione hanno manifestato apprezzamenti per persone colpevoli di omicidi di massa o terrorismo domestico come Timothy McVeigh, responsabile dell'attentato di Oklahoma City del 1995.

## Fazioni interne

### Last Sons of Liberty
Noti soprattutto per l'uso di fucili durante le manifestazioni e i sentimenti anti-polizia, i Last Sons of Liberty sono una fazione del movimento Boogaloo guidata dal ventenne Mike Dunn della Virginia rurale e meridionale.

### Battle Born Igloo
L'ex militare Andrew Lynam è stato dipinto Lynam come il leader del Battle Born Igloo, una cellula Boogaloo. "L'imputato si è associato al movimento Boogaloo, cioè si è definito un Boogaloo Boi", ha detto il procuratore alla corte durante l'udienza di giugno, secondo la trascrizione. Lynam, ha continuato Dickinson, "corrispondeva con altri gruppi Boogaloo, soprattutto in California, Denver e Arizona". Tre membri del gruppo sono stati arrestati con l'accusa di pianificazione della violenza durante le proteste Black Lives Matter (BLM) a Las Vegas, Nevada.

### United Pharaoh’s Guard
Autodefinitosi come "Boogaloo Bois", la milizia United Pharaoh's Guard (UPG) è stata al centro di controversie. La FBI ha arrestato due membri della UPG per aver "puntato i fucili contro il conducente di un veicolo, bloccato gli incroci e sbarrato alcune strade".

### Virginia Kekoas
I Virginia Kekoas sono una cellula del movimento Boogaloo che ha partecipato all VDLC Lobby Day del 2020. Il gruppo è pro-armi e noto per i passati confronti con le forze dell'ordine.

### Liberty Boys
I Liberty Boys sono un gruppo agorista guidato da Magnus Panvidya facente parte dell'ala antigovernativa dei boogaloo. Il gruppo incoraggia l'evasione fiscale e il trasversalismo e i suoi membri hanno protestato armati davanti al Campidoglio dell'Oregon nel gennaio 2021.

### Propertarian Institute
È un think tank con al suo interno elementi razzisti che ha partecipato ai raduni pro-armi vicino il Campidoglio di Richmond, Virginia avvenuti il 4 luglio 2020. Durante la manifestazione Mike Dunn, leader dei Last Sons of Liberty, ha unito le forze con il suddetto gruppo e Black Lives Matter 757 (BLM-757) e chiesto ironicamente chi fosse razzista. Dopo i commenti razzisti dei membri del Propertarian Institute, Dun e gli altri boogaloo hanno invitato il gruppo a lasciare la manifestazione. Ufficialmente l'ideologia del Propertarian Institute è il proprietarismo, una ideologia libertaria di destra.

## Coinvolgimento nel conflitto russo-ucraino
Uno degli ex leader del movimento, Mike Dunn, e altri due boogaloo bois si sono uniti alle unità di volontari di combattenti stranieri dell'Ucraina; uno dei boogaloo, Henry Hoeft, è tornato negli Stati Uniti dopo solo due settimane e ha pubblicato un video in cui spiega le ragioni della sua partenza: l'equipaggiamento inadeguato. Dunn ha fatto parte della 79ª Brigata, un gruppo di paracadutisti delle forze speciali ucraine, ed è stato ferito mentre difendeva un paesello nella regione di Donetsk. Secondo quanto appreso da VICE News, almeno 10 membri del movimento si uniranno a Mike Dunn per fare esperienza di combattimento.
Joshua Fisher-Birch, esperto e analista dell'estrema destra presso il Counter-Extremism Project (CEP), ha affermato che alcuni estremisti potrebbero vedere il conflitto come un'opportunità per temprarsi in battaglia e acquisire competenze militari: "alcuni estremisti di destra hanno visto la guerra in Ucraina come un'opportunità per acquisire un'esperienza critica di combattimento che altrimenti non sarebbe stata loro disponibile", ha dichiarato Fisher-Birch, sottolineando che l'esperienza di guerra può anche contribuire ad aumentare il loro prestigio all'interno del movimento in patria. "L'esperienza di combattimento non serve solo ad accrescere le proprie capacità, ma anche a trasmetterle ad altri membri del movimento".

## Controversie

### Tentativo rapimento della Governatrice del Michigan
Nel 2020, nel periodo delle elezioni presidenziali, il movimento Boogaloo insieme con altri gruppi come Wolverine Watchmen che erano coinvolti nel tentativo di rapire la governatrice del Michigan democratica Gretchen Whitmer. L’FBI ha sventato il tentativo ed ha arrestato alcuni membri dei movimenti di estrema destra statunitensi.